# Московский 8-й гренадерский полк
8-й гренадерский Московский Великого Герцога Мекленбург-Шверинского Фридриха полк (с 26.07.1914 — 8-й гренадерский Московский полк) — пехотная (гренадерская) часть Русской императорской армии. С 1811 г. входил в состав 2-й гренадерской дивизии.
- Старшинство — 15 мая 1790 г.
- Полковой праздник — 1 августа.

## Места дислокации
- 1820 — Лихвин Калужской губернии. Второй батальон полка находился на поселении[1]
- Позже — Тверь.

## История
- 25 июня 1642 г. в царствование Михаила Фёдоровича был сформирован 1-й Московский выборный солдатский полк. Одно время им командовал Уильям Драммонд[2]. Позже назывался Солдатским полком Аггея Шепелева. Полк этот, наравне со 2-м полком, считается старейшим регулярным полком русской армии (сформированы из лучших — «выборных» — московских стрельцов, существовавших с 1550 года).
- В 1692 году по имени нового командира переименован в пехотный Лефорта полк. Участвовал в Азовских походах 1695—96 годов. Именно по названию Лефортовского полка был назван ныне существующий район города Москвы «Лефортово» на левом берегу Яузы, напротив Немецкой слободы. В этом районе располагалась слобода Лефортовского полка.
- С 1699 года (после смерти Ф. Лефорта) — пехотный полк Генерала Вейде, участвовал в битве при Нарве 19 ноября 1700 года, где А. А. Вейде попал в плен.
- С 1701 года именовался пехотным полком Лима (полковник Ю. С. Лим погиб в сражении при Гуммельсгофе в июле 1702 года).
- С 1703 года — пехотный полк фон Швендена.
- 12.10.1705 — пехотный полк Гассениуса.
- При переименовании русских пехотных полков в 1708 году получил название Лефортовский пехотный полк. Полк участвовал в Северной войне (1700—1721), Прутском походе (1711), Персидской войне (1722-23).
- 16.02.1727 назван по месту квартирования — 1-м Московским пехотным, 6.11. назван по-прежнему Лефортовским, a 11.11 — опять 1-м Московским. Полк принимал участие в Семилетней войне (1756—1763).
- Петром III 25.04. 1762 назван по шефу мушкетёрским Генерал-майора Племянникова, что, впрочем, отменено 5.07 того же года императрицей Екатериной II. При Екатерине II полк участвовал в обеих турецких войнах (1768—1774 и 1787—1791).
- 14.01.1785 назван Московским гренадерским полком.
- 8.09.1791 полк присоединён к Екатеринославскому гренадерскому полку, что отменено 31.01.1792 и прежний Московский гренадерский полк, по одним данным, был распределён по частям в различные армейские полки, а по другим — восстановлен и продолжил своё существование.
- 15 мая 1790 — По повелению императрицы Екатерины II полковник князь Д. П. Волконский сформировал мушкетёрский полк четырёхбатальонного состава из одного батальона Тенгинского мушкетёрского полка, чинов Московского, Владимирского, Глуховского гарнизонных батальонов и рекрут из Тверской, Ярославской, Костромской и Пермской губерний. Формирование осуществлялось на деньги московских купцов.
- 12 апреля 1791 — Высочайший указ о переименовании пехотного полка, сформированного в Москве, в Московский гренадерский полк[3].
- 1794 — Участвовал в войне с польскими конфедератами в составе отряда генерала М. Н. Кречетникова.
  - 8 июля — Получил боевое крещение под Свенцянами, где захватил три орудия противника. Князь Волконский был ранен, убито 23 нижних чина.
  - 31 июля — Участвовал в штурме Вильно.
- 16 ноября 1796 — Выделил два действующих батальона и две роты запасного батальона на формирование Гренадерского генерал-майора Вадковского полка. Московский полк приведён в состав двух батальонов, каждый из пяти фузилёрных и одной гренадерской флигель-роты.
- 1798—1799 — Итальянский поход.
  - 12 ноября 1798 — Гренадерский Генерала от Инфантерии Розенберга полк.
  - Апрель 1799 — Участвовал во взятии г. Брешиа, в сражениях при Лекко и Вердерио-Супериоре (часть сражения на Адде) и при Бассиньяно.
  - 5 мая — 1-й батальон полка участвовал в битве при Маренго.
  - Май — Участвовал в осаде Турина.
  - 7-8 июня — Участвовал в сражении на реке Треббии, захватил батальонное знамя 55-й линейной полубригады.
  - 9 июня — Преследовал французские войска за реку Нуру, захватил два батальонных знамени 17-й линейной полубригады.
  - Июнь — Участвовал в осаде Тортоны.
  - 16 июня — Награждён гренадерским боем.
  - 4 августа — Участвовал в сражении при Нови.
- 1799 — Швейцарский поход.
  - 13 сентября — Участвовал в сражении у перевала Сен-Готард.
  - 14 сентября — Участвовал в сражении у Тейфельс-брюкке.
  - 19 сентября — Участвовал в сражении в Клёнтальской долине.
  - 26 сентября — Участвовал в переходе через хребет Паникс.
- 6 марта 1800 — Полку пожалованы десять Мальтийских знамён «За взятіе знаменъ у французовъ при пресльдованіи за рьку Нуру 1799 г.»
- 8 июня 1800 — Гренадерский Принца Карла Мекленбургского полк.
- 31 марта 1801 — Московский гренадерский полк. Приведён в трёхбатальонный состав.
- 1805 — Австрийский поход.
- 1806—1808 — Прусский поход (под началом князя Багратиона).
  - 26-27 января 1807 — Отличился при Прейсиш-Эйлау.
  - 29 мая 1807 — Отличился при Гейльсберге (ранен шеф полка принц Карл Мекленбургский).
  - 2 июня 1807 — Отличился при Фридланде.
- 1808—1812 — Русско-турецкая война.
  - 10 октября 1809 — Отличился в бою при Татаринце.
  - 22 мая 1810 — Отличился при штурме крепости Базарджик (первым ворвался в крепость, захватив в плен коменданта Пеглевана-пашу)
  - 18 сентября 1810 Полку пожалованы две Георгиевские трубы с надписью «За отличіе при взятіи приступомъ Базарджика 22 мая 1810 года».
  - Участвовал в сражении при Батине.
  - 31 января 1811 — Участвовал в штурме Ловчи.
- 1812 — Участвовал в Отечественной войне в составе 1-й бригады 2-й гренадерской дивизии 8-го пехотного корпуса.
  - 2-4 августа — Участвовал в Смоленском сражении.
  - 24 августа — Отличился при обороне Шевардинского редута.
  - 26 августа — Отличился в Бородинском сражении, защищая Семёновские флеши от атак 2-й пехотной дивизии генерала Фриана, 10-й пехотной дивизии генерала Ледрю, 11-й пехотной дивизии генерала Разу, 4-го кавалерийского корпуса генерала Латур-Мобура. В одной из атак почти полностью уничтожил 61-й линейный полк 5-й пехотной дивизии генерала Компана. Московский гренадерский полк потерял убитыми 3 обер-офицеров, ранеными шефа и командира полка, 5 обер-офицеров и полкового священника; убитыми, ранеными и пропавшими без вести от 630 до 750 нижних чинов.
  - 6 октября — Участвовал в сражении при Тарутине.
  - 12 октября — Участвовал в сражении при Малоярославце.
- 1813—1814 — Заграничные походы.
  - Участвовал в сражениях при Бауцене, Лейпциге, Ла-Ротьере и Арси-сюр-Обе.
  - 4-7 октября 1813 — Отличился в сражении при Лейпциге, отразив атаку 12-тысячной французской кавалерии, прорвавшей все линии войск и устремившейся на высоты, где находились три монарха.
  - 18 марта 1814 — Во время штурма Парижа на плечах противника ворвался в город с северо-запада и с боями вышел к Сене в районе собора Нотр-Дам-де-Пари.
  - 13 декабря 1814 — Получил знаки на головные уборы с надписью «за отличие» «во внимание к заслугам и отличиям, коими ознаменовал себя Московский Гренадерский полк в сражении при Париже и особенно при Лейпциге».
- Март 1815 — Совершил поход во Францию, но не участвовал в битве при Ватерлоо.
- 11 января 1826 — Гренадерский Принца Фридриха-Павла Мекленбургского полк.
- 1831 — Польский поход.
  - 13 февраля — в сражении на Гроховских полях под городом Прагою (предместье г. Варшавы), командир — подполковник Гурьев С. А.
  - 14 мая — Участвовал в сражении при Остроленке.
  - 26 августа — Участвовал в штурме Варшавы, где первым взошёл на крепостной вал и принудил мятежников отойти вглубь города (убит командир полка полковник Циммерман).
- 28 января 1833 — Карабинерный Принца Фридриха-Павла Мекленбургского полк. Присоединены 1-й и половина З-го батальона 4-го карабинерного полка (бывший 14-й Егерский) и З-й батальон З-го карабинерного полка (бывший 8-й Егерский).
- 14 сентября 1838 — Карабинерный Гросс-Герцога Фридриха-Павла Мекленбургского полк.
- 3 марта 1842 — Московский карабинерный полк.
- 10 июля 1843 — Карабинерный Гросс-Герцога Фридриха-Франца II Мекленбургского полк.
- 1854 — Выступил для участия в Крымской войне, но в боевых действиях участия не принимал.
- 19 марта 1857 — Московский карабинерный Гросс-Герцога Фридриха-Франца II Мекленбургского полк.
- 16 мая 1858 — Московский гренадерский Великого Герцога Фридриха-Франца II Мекленбургского полк.
- 15 марта 1863 — 8-й Московский гренадерский Великого Герцога Фридриха-Франца II Мекленбургского.
- 1877—1878 гг. — Участвовал в русско-турецкой войне.
  - 28 ноября 1877 — Участвовал в сражении при Плевне.
- 9 апреля 1883 — 8-й Гренадерский Московский Великого Герцога Фридриха-Франца III Мекленбург-Шверинского.
- 15 мая 1883 — Полк в составе отряда коронационных войск принимал участие в коронации императора Александра III и императрицы Марии Фёдоровны. В память этого события чины полка получили тёмно-бронзовую медаль.
- 15 мая 1890 — В ознаменование 100-летнего юбилея полка получил новое Георгиевское знамя с Александровскими юбилейными лентами.
- 17 мая 1896 — Находясь в составе коронационных войск, участвовал в спасении людей на Ходынском поле.
- 9 апреля 1897 — 8-й Гренадерский Московский Великого Герцога Фридриха-Франца III Мекленбург-Шверинского полк.
- 22 декабря 1897 — 8-й Гренадерский Московский Великого Герцога Мекленбург-Шверинского Фридриха-Франца IV полк.
- 1904 — На русско-японскую войну отправлена З-я рота под командованием капитана Козицкого, которая вошла в состав 22-го Восточно-Сибирского стрелкового полка и геройски участвовала во всех сражениях от Тюренчена до Мукдена.
- 18 июля 1914 — Выделил роту для формирования Осташковского 216-го пехотного полка.
- 26 июля 1914 — 8-й гренадерский Московский полк.
- 1914—1918 — Участвовал в Первой мировой войне в составе 4-й армии Юго-Западного (в частности, действовал на Висле в июле 1915 г.[4]), а затем 3-й армии Румынского фронта. Участвовал в обороне Люблина, в наступлении на Краков. Закончил войну на оборонительных позициях близ Барановичей.
- 25 апреля 1916 — С этого дня два гренадера-московца постоянно находились в составе Собственного Его Императорского величества Сводно-Пехотного полка.
- В мае - июле 1916 г. действовал в Барановичских сражениях[5].
- Сентябрь 1916 г. - отражение мощной газовой атаки противника[6].
- 12 января 1918 — Приказом по Гренадерскому корпусу № 9 все гренадерские полки из-за малочисленности были приведены в однобатальонный состав.
- 27 января 1918 г. — Решением общего собрания комитетов полка переименован в Военно-Революционный полк Московских гренадер, присоединён Самогитский 7-й гренадерский полк.
- 23 марта 1918 — Расформирован приказом № 41 по Гренадерскому корпусу.

## Шефыполка
- 21.03.1795 — 10.01.1797 — генерал от инфантерии князь Прозоровский, Александр Александрович
- 10.01.1797 — 12.03.1798 — генерал от инфантерии Философов, Михаил Михайлович
- 12.03.1798 — 08.06.1800 — генерал от инфантерии Розенберг, Андрей Григорьевич
- 08.06.1800 — 06.05.1814 — генерал-майор (с 31.10.1812 генерал-лейтенант) принц Мекленбургский Карл-Август-Христиан
- 11.01.1826 — 03.03.1842 — великий герцог Мекленбург-Шверинский Фридрих-Павел
- 10.06.1843 — 09.04.1883 — великий герцог Мекленбург-Шверинский Фридрих-Франц II
- 09.04.1883 — 09.04.1897 — великий герцог Мекленбург-Шверинский Фридрих-Франц III
- 22.12.1897 — 26.07.1914 — великий герцог Мекленбург-Шверинский Фридрих-Франц IV

## Командиры полка
- 15.05.1790 — хх.хх.1796 — полковник (с 28.06.1796 бригадир) князь Волконский, Дмитрий Петрович
- 1797 — 1798 — полковник Зыбин
- хх.хх.хххх — 03.05.1798 — полковник Пущин, Пётр Данилович
- 16.07.1798 — 07.06.1799 — полковник Пассек, Пётр Петрович
- 29.08.1799 — 24.05.1800 — майор Попов
- 24.05.1800 — 27.09.1800 — полковник Кушников, Сергей Сергеевич
- 26.10.1800 — 20.04.1807 — подполковник (с 14.09.1803 полковник) Филисов, Павел Андреевич
- 21.11.1807 — 21.05.1813 — майор (с 12.12.1807 подполковник, с 13.04.1811 полковник) Шатилов, Иван Яковлевич
- 04.09.1813 — 28.09.1813 — подполковник Киприянов, Александр Иванович
- 28.09.1813 — 29.08.1814 — генерал-майор Полуектов, Борис Владимирович
- 29.08.1814 — 15.05.1816 — полковник Киприянов, Александр Иванович
- 15.05.1816 — 30.08.1816 — полковник Нагель, Павел Илларионович
- 30.08.1816 — 05.12.1816 — подполковник Гартунг, Николай Иванович
- 05.12.1816 — 11.12.1817 — подполковник Сытин, Герасим Матвеевич
- 11.12.1817 — 30.08.1823 — полковник (с 30.08.1823 генерал-майор) Эмме, Александр Фёдорович
- 17.10.1823 — 31.12.1828 — полковник Мартынов, Николай Петрович
- 31.12.1828 — 26.08.1831[7] — подполковник (с 06.08.1829 полковник) Циммерман
- 21.09.1831 — 15.10.1832 — подполковник (с 18.10.1831 полковник) Кадомцев, Александр Александрович
- 15.10.1832 — 30.03.1841 — полковник (с 06.12.1840 генерал-майор) Кирьяков, Василий Яковлевич
- 30.03.1841 — 06.01.1843 — полковник Лилье, Карл Матвеевич
- 06.01.1843 — 19.04.1853 — подполковник (с 26.08.1843 полковник, с 30.03.1852 генерал-майор) Кафтырев, Николай Яковлевич
- 19.04.1853 — 23.11.1855 — полковник Дараган, Дмитрий Иванович
- 23.11.1855 — 06.09.1857 — полковник Арцыбашев, Пётр Николаевич
- 06.09.1857 — 02.08.1861 — полковник Пузанов, Николай Николаевич
- 02.08.1861 — 10.12.1867 — полковник Токмачев, Владимир Лаврович
- 10.12.1867 — 15.09.1873 — полковник Войде, Карл-Август-Фридрих Маврикиевич
- 15.09.1873 — 24.02.1877 — полковник Ильяшевич, Лука Иванович
- 03.03.1877 — 14.12.1884 — полковник Бурзи, Иван Карлович фон
- 29.12.1884 — хх.05.1889 — полковник Борисов, Андрей Александрович
- 26.05.1889 — 24.07.1890 — полковник Шаров, Александр Никитич
- 23.09.1890 — 28.08.1891 — полковник Каменский, Михаил Семёнович
- 09.09.1891 — 15.02.1900 — полковник Феттер, Евгений Викторович
- 24.02.1900 — 30.06.1902 — полковник Гапанович, Константин Данилович
- 12.08.1902 — 05.05.1906 — полковник Малинка, Владимир Иванович
- 01.06.1906 — 02.11.1911 — полковник Цурканов, Константин Максимович
- 02.11.1911 — 13.02.1915 — полковник (с 14.01.1915 генерал-майор) Черепенников, Алексей Иванович
- 06.03.1915 — 21.07.1916 — полковник Месснер, Александр Яковлевич
  - 17.07.1915 — 12.10.1915 — и. д. подполковник (с 28.08.1915 полковник) Беренс, Николай Генрихович
- 23.07.1916 — 01.04.1917 — полковник Носков, Александр Александрович
- 02.05.1917 — 25.06.1917 — полковник Трошин, Иван Андреевич
- 25.06.1917 — хх.хх.хххх — полковник Альтман, Дий Фёдорович

## Известные люди, служившие в полку
- Васильковский, Антон Степанович — генерал-лейтенант, гофмейстер, участник русско-турецкой войны 1877—1878 гг.
- Грязев, Николай Алексеевич — капитан, автор дневника, включающего описание Итальянского и Швейцарского походов А. В. Суворова
- Инзов, Иван Никитич — генерал от инфантерии
- Повало-Швейковский, Иван Семёнович — полковник, декабрист
- Попов, Иван Иванович (1776) — Вологодский и Астраханский гражданский губернатор
- Рылеев, Михаил Николаевич — генерал-лейтенант, герой Отечественной войны 1812 года
- Цвиленев, Александр Иванович — генерал-лейтенант, герой Отечественной войны 1812 года